# Gavriilía Papagiánni
Gavriilía Papagiánni (en grec : Γαβριηλία Παπαγιάννη (Gavriilía Papagiánni)), née le 15 octobre 1897 à Constantinople et morte le 28 mars 1992 à Léros, aussi appelée l'« ancienne » Gavriilía, est une sainte, moniale et médecin orthodoxe grecque.
Elle est connue pour ses travaux missionnaires, qui font d'elle l'une des premières missionnaires modernes de l'Église orthodoxe, pour son soutien aux personnes démunies et pour sa vie monastique.

## Biographie
Elle naît le 15 octobre 1897 à Constantinople,. Ses parents, Victoria et Helias Papagiánni, la nomment « Avrilía »,. Son père est alors un marchand de bois aisé et la famille dispose de biens au Phanar,. Elle est la quatrième et dernière de ses frères et sœurs,. Sa famille est déportée lors de l'échange de population helléno-turc suivant le traité de Lausanne, en 1923.
Arrivée à Thessalonique avec sa famille comme réfugiée, elle quitte la Grèce pour des études en Suisse, dans un lycée agricole à Estavayer-le-Lac. A son retour, elle s'inscrit à l'Université Aristote de Thessalonique en philosophie,. Après la fin de ses études, elle se déplace à Athènes et essaie d'y trouver un emploi. Elle s'engage ainsi comme infirmière dans une clinique psychiatrique pour un an. Elle se rend ensuite au Royaume-Uni, où elle se forme en tant que podologue et physiothérapeute. Elle y demeure pendant la durée de la Seconde Guerre mondiale. En 1945, elle rentre en Grèce et s'occupe des réfugiés dans les années qui suivent la guerre. Elle ouvre son cabinet dans la capitale et y reçoit jusqu'en 1954, où elle le ferme après la mort de sa mère.
En 1954, elle se rend en Inde pour aider les efforts humanitaires avec les pauvres et lépreux du pays,. Pendant cette période, Papagiánni est notamment en contact avec Shivananda, mère Teresa et Baba Amte. En 1959, alors en Terre sainte, elle rejoint le monastère de Marie et Marthe à Béthanie où elle est tonsurée avec son nouveau prénom. Elle y demeure trois ans, en priant et en lisant principalement L'Échelle sainte de Jean Climaque et la Bible.
En 1962, le patriarche œcuménique de Constantinople, Athénagoras, l'envoie comme déléguée à Taizé, en France, puis aux États-Unis, notamment car elle parle français couramment depuis son enfance,. En 1963, à son retour d'Amérique, elle reçoit le petit schème des mains d'Amphilochios de Patmos, futur saint de l'Église orthodoxe, dans la grotte de saint Antoine. Elle quitte la Grèce de nouveau, avec la bénédiction d'Amphilochios, pour se rendre en Inde. Elle demeure ensuite, avec sa collègue la moniale Tomasina, pendant trois ans à Nainital, Uttar Pradesh.
De retour à Athènes, elle subit une opération chirurgicale pour restaurer la vision dans son œil gauche, qui est complètement aveugle jusqu'alors. Papagiánni entame ensuite des déplacements missionnaires en Afrique de l'Est, en Europe et en Amérique. Elle retrouve aussi pendant cette décennie 1967-1977, Lev Gillet et Sophrony d'Essex. En 1977, elle s'installe dans un petit appartement athénien.
En 1989, la moniale rejoint le monastère de la sainte Protection d'Égine et continue d'y recevoir les visites. Elle est victime d'un lymphome en 1990, mais en guérit. Accompagnée d'une seule moniale, elle se retire à Léros, accepte de recevoir le grand schème et y meurt le 28 mars 1992.

## Postérité
Gavriilía Papagiánni est canonisée à l'unanimité par le saint Synode du patriarcat œcuménique de Constantinople, le 3 octobre 2023,. Sa mémoire est commémorée le 28 mars.

### Apolytikon
Son apolytikon est le suivant :
| Texte grec | Translittération | Traduction |
| --- | --- | --- |
| Ἐνεργοῦ νῦν ἀγάπης σεμνὴν ἀσκήτριαν, Γαβριηλίαν, τῶν ὄντων ἐν συμφοραῖς ἀρωγὸν καὶ βροτῶν ἐμπεριστάτων τὴν ἀντίληψιν, ἱεραπόστολον Χριστοῦ νηπτικὴν ὡς προσφορᾶς ὑμνήσωμεν ἐκμαγεῖον, ἱλεουμένην τὸν Κτίστην ἡμῖν αὐτὴν τοῖς μακαρίζουσι. | Energoú nín agápis semnín askítrian, Gavriilían, ton óndon en simforés aroghón ke vrotón emperistáton tin andílipsin, ierapóstolon Christú niptikín os prosforás imníso-men ekmayíon, ileomenín ton Ktístin imín aftín tis makarízousi. | Honorons maintenant la pieuse ascète, Gavriilía, qui agit avec amour, comme une aide pour ceux qui sont dans les tribulations et un soutien pour les mortels accablés. Elle est une missionnaire du Christ, une offrande de vigilance, un modèle d’offrande. Supplions-la d'intercéder auprès du Créateur pour nous qui la bénissons. |